# Barcinógrafo
Barcinógrafo, S.A. fue una empresa española dedicada a la producción cinematográfica que existió entre 1913 y 1918, con sede en Barcelona. Llegó a especializarse en los llamados films d'art.

## Historia
La productora fue fundada en Barcelona el 5 de diciembre de 1913, aunque no sería legalizada hasta unos meses después, en junio de 1914. En el momento de su creación la sociedad poseía un capital social de 250.000 pesetas, una cifra notable para la época. Entre sus fundadores se encontraban figuras como el abogado catalán Raimundo Durán Ventosa, si bien quien sobresalió en sus primeros tiempos fue el dramaturgo Adrián Gual. Bajo iniciativa de Gual se llegaron a rodar varias películas influidas por la corriente Film d'art entonces en boga en Francia. Uno de los títulos más notables fue El alcalde de Zalamea, que se estrenó en 1914. La sociedad acabaría desapareciendo en 1918, víctima de diversos problemas económicos.